# منسم (الشرية)

تعديل مصدري - تعديل

منسم هي إحدى قرى عزلة آل غنيم بمديرية الشرية التابعة لمحافظة البيضاء، بلغ تعداد سكانها 335 نسمة حسب تعداد اليمن لعام 2004.